# 郑元林
郑元林（1962年4月—），山东平度人，中国人民解放军空军中将。
1978年参加中国人民解放军，大型军用运输机飞行员出身，曾任空军某运输航空兵团长、师参谋长、空军指挥学院战役班学员、广州军区空军航空兵13师师长，2007年被评为全军优秀指挥军官。2010年1月，任广州军区空军副参谋长。2010年3月，任空军参谋长助理。任内组织空军玉树抗震救灾行动，表现出色。2012年10月，升任成都军区空军参谋长。2013年3月，改任广州军区空军参谋长。2016年1月，出任新组建的南部战区空军参谋长。2018年12月，升任空军副司令员，跻身副战区级。
2010年7月，晋升空军少将军衔。
2019年12月，晋升空军中将军衔。